# 塞巴赫河 (雷格尼茨河支流)
49°38′51.5″N 11°0′21.2″E / 49.647639°N 11.005889°E

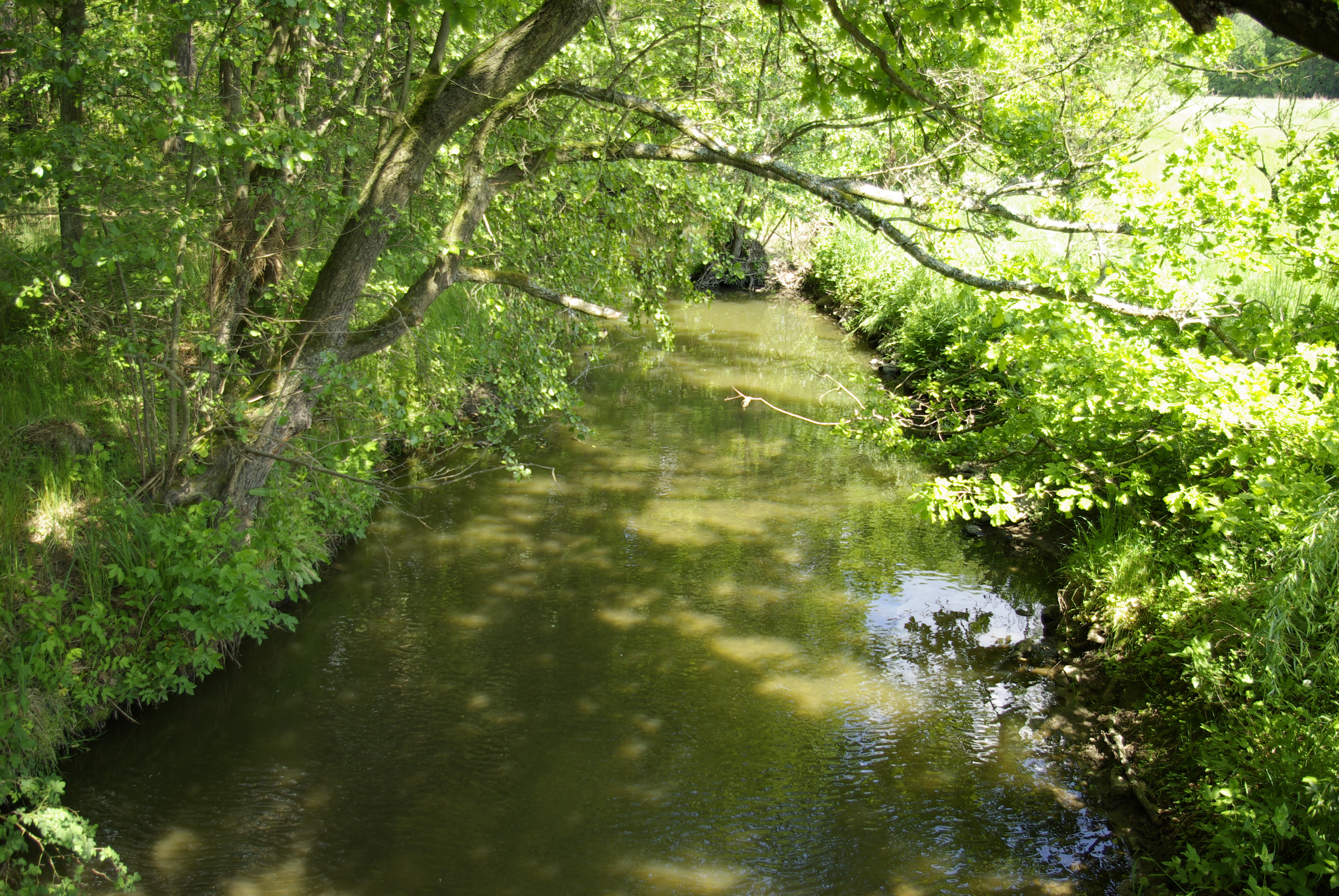

塞巴赫河（德語：Seebach），是德國的河流，位於該國東南部，由巴伐利亞負責管轄，屬於美因-多瑙河運河的左支流，河道全長22公里，流域面積117平方公里。